# Atletiek op de Paralympische Zomerspelen 2008
Op de XIIIe Paralympische Spelen die in 2008 werden gehouden in het Chinese Peking was atletiek een van de 20 sporten die werden beoefend.

## Disciplines
Er stonden bij de atletiek 11 disciplines op het programma.
- Estafette
- Hardlopen
- Kegelwerpen
- Discuswerpen

- Hoogspringen
- Speerwerpen
- Verspringen
- Marathon

- Vijfkamp
- Kogelstoten
- Hink-stap-springen

## Mannen

### Estafette
| Rank | Land      | Tijd  |
| ---- | --------- | ----- |
| 1    | China     | 42.75 |
| 2    | Venezuela | 43.55 |
| 3    | Frankrijk | 44.49 |

| Rank | Land      | Tijd  |
| ---- | --------- | ----- |
| 1    | Australië | 44.81 |
| 2    | China     | 45.00 |
| 3    | Tunesië   | 47.81 |

| Rank | Land             | Tijd  |
| ---- | ---------------- | ----- |
| 1    | Verenigde Staten | 42.75 |
| 2    | Brazilië         | 45.25 |
| 3    | Australië        | 45.80 |

| Rank | Land     | Tijd  |
| ---- | -------- | ----- |
| 1    | China    | 49.90 |
| 2    | Thailand | 51.93 |
| 3    | KOR      | 53.52 |

| \| Rank \| Land \| Tijd \| \| ---- \| --------- \| ------- \| \| 1 \| China \| 3:05.67 \| \| 2 \| Thailand \| 3:11.63 \| \| 3 \| Frankrijk \| 3:17.93 \| |           |         |
| Rank | Land      | Tijd    |
| 1 | China     | 3:05.67 |
| 2 | Thailand  | 3:11.63 |
| 3 | Frankrijk | 3:17.93 |

### Hardlopen

#### 100 m
| Klasse | tijd  | land | Goud                | land | Zilver           | land | Brons                 |
| ------ | ----- | ---- | ------------------- | ---- | ---------------- | ---- | --------------------- |
| T11    | 11.03 | BRA  | Lucas Prado         | ANG  | Jose Armando     | FRA  | Tresor Makunda        |
| T12    | 10.89 | USA  | Josiah Jamison      | NGR  | Adekunle Adesoji | CHN  | Yuqing Yang           |
| T13    | 10.62 | IRL  | Jason Smyth         | RUS  | Alexey Labzin    | CUB  | Luis Felipe Gutierrez |
| T35    | 12.29 | CHN  | Sen Yang            | CHN  | Xinhan Fu        | RSA  | Teboho Mokgalagadi    |
| T36    | 12.25 | UKR  | Roman Pavlyk        | GBR  | Ben Rushgrove    | HKG  | Wa Wai So             |
| T37    | 11.83 | RSA  | Fanie van der Merwe | CHN  | Yuxi Ma          | ALG  | Sofiane Hamdi         |
| T38    | 10.96 | AUS  | Evan O'Hanlon       | CHN  | Wenjun Zhou      | UKR  | Mykyta Senyk          |
| T42    | 12.32 | CAN  | Earle Connor        | GER  | Heinrich Popow   | GBR  | John McFall           |
| T44    | 11.17 | RSA  | Oscar Pistorius     | USA  | Jerome Singleton | USA  | Brian Frasure         |
| T46    | 11.05 | AUS  | Heath Francis       | PNG  | Francis Kompaon  | BRA  | Yohansson Nascimento  |
| T52    | 17.47 | CAN  | Dean Bergeron       | SUI  | Beat Bosch       | CAN  | Andre Beaudoin        |
| T53    | 14.79 | USA  | Josh George         | GBR  | Mickey Bushell   | CHN  | Shiran Yu             |
| T54    | 13.81 | FIN  | Leo-Pekka Tahti     | THA  | Saichon Konjen   | THA  | Supachai Koysub       |

#### 200 m
| Klasse | tijd  | land | Goud                | land | Zilver          | land | Brons           |
| ------ | ----- | ---- | ------------------- | ---- | --------------- | ---- | --------------- |
| T11    | 22.48 | BRA  | Lucas Prado         | ANG  | Jose Armando    | CUB  | Arian Iznaga    |
| T12    | 21.94 | RSA  | Hilton Langenhoven  | CHN  | Yansong Li      | CHN  | Yuqing Yang     |
| T13    | 21.43 | IRL  | Jason Smyth         | RUS  | Alexey Labzin   | AZE  | Vugar Mehdiyev  |
| T36    | 24.65 | HKG  | Wa Wai So           | UKR  | Roman Pavlyk    | CHN  | Mian Che        |
| T37    | 23.84 | RSA  | Fanie van der Merwe | ALG  | Sofiane Hamdi   | CHN  | Yuxi Ma         |
| T38    | 21.98 | AUS  | Evan O'Hanlon       | CHN  | Wenjun Zhou     | UKR  | Mykyta Senyk    |
| T44    | 21.67 | RSA  | Oscar Pistorius     | USA  | Jim Bob Bizzell | GBR  | Ian Jones       |
| T46    | 21.74 | AUS  | Heath Francis       | CYP  | Antonis Aresti  | CUB  | Ettiam Calderon |
| T52    | 30.81 | CAN  | Dean Bergeron       | SUI  | Beat Bosch      | THA  | Peth Rungsri    |
| T53    | 26.64 | CHN  | Shiran Yu           | AUS  | Richard Colman  | KOR  | Suk Man Hong    |
| T54    | 24.34 | CHN  | Lixin Zhang         | THA  | Saichon Konjen  | FIN  | Leo-Pekka Tahti |

#### 400 m
| Klasse | tijd  | land | Goud               | land | Zilver           | land | Brons                |
| ------ | ----- | ---- | ------------------ | ---- | ---------------- | ---- | -------------------- |
| T11    | 50.27 | BRA  | Lucas Prado        | ANG  | Jose Armando     | UKR  | Oleksandr Ivaniukhin |
| T12    | 49.45 | GER  | Matthias Schroder  | POR  | Luis Goncalves   | AZE  | Reza Osmanov         |
| T13    | 49.12 | CUB  | Luis Manuel Galano | CUB  | Freddy Durruthy  | GRE  | Ioannis Protos       |
| T36    | 54.13 | UKR  | Roman Pavlyk       | RUS  | Artjom Arefjev   | CHN  | Mian Che             |
| T38    | 51.14 | TUN  | Farhat Chida       | TUN  | Abbes Saidi      | UKR  | Andriy Onufriyenko   |
| T44    | 47.49 | RSA  | Oscar Pistorius    | USA  | Jim Bob Bizzell  | GBR  | Ian Jones            |
| T46    | 47.69 | AUS  | Heath Francis      | CYP  | Antonis Aresti   | VEN  | Samuel Colmenares    |
| T52    | 57.25 | JPN  | Tomoya Ito         | JPN  | Toshihiro Takada | CAN  | Dean Bergeron        |
| T53    | 47.67 | KOR  | Suk Man Hong       | CHN  | Huzhao Li        | AUS  | Richard Colman       |
| T54    | 45.07 | CHN  | Lixin Zhang        | GBR  | David Weir       | THA  | Saichon Konjen       |

#### 800 m
| Klasse | tijd    | land | Goud             | land | Zilver                 | land | Brons                    |
| ------ | ------- | ---- | ---------------- | ---- | ---------------------- | ---- | ------------------------ |
| T12    | 1:52.13 | TUN  | Abderrahim Zhiou | CUB  | Lazaro Raschid Aguilar | BRA  | Odair Santos             |
| T13    | 1:54.78 | MAR  | Abdelillah Mame  | USA  | Peter Gottwald         | ALG  | Zine Eddine Sekhri       |
| T36    | 2:08.83 | RUS  | Artjom Arefjev   | CHN  | Chengen He             | RUS  | Pavel Kharagezov         |
| T37    | 1:59.39 | IRL  | Michael McKillop | AUS  | Brad Scott             | FRA  | Djamel Mastouri          |
| T46    | 1:52.36 | POL  | Marcin Awizen    | ALG  | Samir Nouioua          | ESP  | Abderrahman Ait Khamouch |
| T52    | 1:53.42 | JPN  | Tomoya Ito       | JPN  | Toshihiro Takada       | AUT  | Thomas Geierspichler     |
| T53    | 1:36.30 | CHN  | Huzhao Li        | USA  | Josh George            | KOR  | Suk Man Hong             |
| T54    | 1:36.61 | GBR  | David Weir       | AUS  | KurtFearnley           | THA  | Prawat Wahoram           |

#### 1500 m
| Klasse | tijd    | land | Goud                     | land | Zilver                   | land | Brons           |
| ------ | ------- | ---- | ------------------------ | ---- | ------------------------ | ---- | --------------- |
| T11    | 4:10.05 | CHN  | Zhen Zhang               | KEN  | Samwel Mushai Kimani     | CAN  | Jason Dunkerley |
| T13    | 4:06.11 | KEN  | Henry Kiprono Kirwa      | CUB  | Lazaro Raschid Aguilar   | ESP  | Ignacio Avila   |
| T46    | 3:52.50 | KEN  | Abraham Cheruiyot Tarbei | ESP  | Abderrahman Ait Khamouch | ALG  | Samir Nouioua   |
| T54    | 3:10.34 | GBR  | David Weir               | THA  | Prawat Wahoram           | AUS  | Kurt Fearnley   |

#### 5000 m
| Klasse | tijd     | land | Goud                     | land | Zilver               | land | Brons           |
| ------ | -------- | ---- | ------------------------ | ---- | -------------------- | ---- | --------------- |
| T11    | 15:27.35 | CHN  | Zhen Zhang               | KEN  | Francis Thuo Karanja | KEN  | Henry Wanyoike  |
| T13    | 14:24.02 | KEN  | Henry Kiprono Kirwa      | MAR  | Tarik Zalzouli       | BRA  | Odair Santos    |
| T46    | 14:20.88 | KEN  | Abraham Cheruiyot Tarbei | TUN  | Mohamed Fouzai       | MEX  | Mario Santillan |
| T54    | 10:22.38 | THA  | Prawat Wahoram           | AUS  | Kurt Fearnley        | GBR  | David Weir      |

#### 10.000 m
| Klasse | tijd     | land | Goud                | land | Zilver           | land | Brons        |
| ------ | -------- | ---- | ------------------- | ---- | ---------------- | ---- | ------------ |
| T12    | 31:42.97 | KEN  | Henry Kiprono Kirwa | TUN  | Abderrahim Zhiou | BRA  | Odair Santos |

### Kegelwerpen
| Klasse | Punten | land | Goud          | land | Zilver         | land | Brons     |
| ------ | ------ | ---- | ------------- | ---- | -------------- | ---- | --------- |
| F32/51 | 1125   | TUN  | Mourad Idoudi | GBR  | Stephen Miller | CZE  | Jan Vanek |

### Discus Werpen
| Klasse    | Afstand | Punten | land | Goud               | land | Zilver                | land | Brons               |
| --------- | ------- | ------ | ---- | ------------------ | ---- | --------------------- | ---- | ------------------- |
| F11/12    | 40.59   | 991    | UKR  | Vasyl Lishchynskyi | ARG  | Sebastian Baldassarri | UKR  | Oleksandr Iasynovyi |
| F32/51    | 19.72   | 1132   | TUN  | Mourad Idoudi      | SLO  | Joze Flere            | CZE  | Martin Zvolanek     |
| F33/34/52 | 20.47   | 1097   | LAT  | Aigars Apinis      | GBR  | Chris Martin          | CZE  | Roman Musil         |
| F35/36    | 54.13   | 1131   | CHN  | Wei Guo            | CHN  | Wenbo Wang            | NAM  | Reginald Benade     |
| F37/38    | 45.62   | 1024   | IRI  | Javad Hardani      | UKR  | Mykola Zhabnyak       | CHN  | Dong Xia            |
| F42       | 46.75   |        | RSA  | Fanie Lombard      | IRI  | Mehrdad Karam Zadeh   | CHN  | Lezheng Wang        |
| F44       | 55.08   | 1019   | USA  | Jeremy Campbell    | DEN  | Jackie Christiansen   | GBR  | Daniel Greaves      |
| F53/54    | 31.08   | 1130   | CHN  | Liang Fan          | SRB  | Drazenko Mitrovic     | JPN  | Toshie Oi           |
| F55/56    | 40.87   | 1061   | CUB  | Leonardo Diaz      | IRI  | Ali Mohammad Yari     | JAM  | Tanto Campbell      |
| F57/58    | 57.61   | 1079   | RUS  | Alexey Ashapatov   | CHN  | Weihai Zheng          | CZE  | Rostislav Pohlmann  |

### Hoogspringen
| Klasse | Hoogte | Punten | land | Goud       | land | Zilver        | land | Brons        |
| ------ | ------ | ------ | ---- | ---------- | ---- | ------------- | ---- | ------------ |
| F44/46 | 2.11   | 1056   | USA  | Jeff Skiba | AUS  | Aaron Chatman | CHN  | Hongjie Chen |

### Speerwerpen
| Klasse    | Afstand | Punten | land | Goud                        | land | Zilver                  | land | Brons                   |
| --------- | ------- | ------ | ---- | --------------------------- | ---- | ----------------------- | ---- | ----------------------- |
| F11/12    | 63.07   | 1114   | CHN  | Pengkai Zhu                 | CRO  | Branimir Budetic        | POL  | Miroslaw Pych           |
| F33/34/52 | 34.81   | 1305   | TUN  | Faouzi Rzig                 | TUN  | Mohamed Krid            | FRA  | Jean-Pierre Talatini    |
| F35/36    | 56.07   | 1283   | CHN  | Wei Guo                     | POL  | Pawel Piotrowski        | RSA  | Nicholas Newman         |
| F37/38    | 57.81   | 1201   | CHN  | Dong Xia                    | CHN  | Xuelong Zhang           | IRI  | Javad Hardani           |
| F42/44    | 57.60   | 1057   | CHN  | Mingjie Gao                 | RUS  | Evgeny Gudkov           | CHN  | Changlong Gao           |
| F53/54    | 29.33   | 1112   | FIN  | Markku Niinimaki            | IRI  | Abdolreza Jokar         | MEX  | Felix Zepeda            |
| F55/56    | 42.27   | 1159   | NED  | Pieter Gruijters            | CHN  | Yingbin Zhang           | EGY  | Yaser Abdelaziz Elsayed |
| F57/58    | 40.84   | 1052   | IRI  | Mohammadreza Mirzaei Jaberi | EGY  | Mahmoud Ramadan Elattar | CZE  | Rostislav Pohlmann      |

### Verspringen
| Klasse | Afstand | Punten | land | Goud               | land | Zilver            | land | Brons              |
| ------ | ------- | ------ | ---- | ------------------ | ---- | ----------------- | ---- | ------------------ |
| F11    | 6.61    |        | CHN  | Duan Li            | USA  | Lex Gillette      | GRE  | Athanasios Barakas |
| F12    | 7.31    |        | RSA  | Hilton Langenhoven | KSA  | Osamah Alshanqiti | AZE  | Oleg Panyutin      |
| F37/38 | 6.44    |        | TUN  | Farhat Chida       | PAK  | Haider Ali        | CHN  | Yuxi Ma            |
| F42/44 | 6.50    | 1101   | GER  | Wojtek Czyz        | JPN  | Atsushi Yamamoto  | USA  | Casey Tibbs        |
| F46    | 7.23    | 1038   | FRA  | Arnaud Assoumani   | RSA  | David Roos        | CHN  | Kangyong Li        |

### Marathon
| Klasse | tijd    | land | Goud                 | land | Zilver              | land | Brons            |
| ------ | ------- | ---- | -------------------- | ---- | ------------------- | ---- | ---------------- |
| T12    | 2:30.32 | CHN  | Shun Qi              | COL  | Elkin Serna         | RUS  | Ildar Pomykalov  |
| T46    | 2:27.04 | MEX  | Mario Santillan      | BRA  | Tito Sena           | ITA  | Walter Endrizzi  |
| T52    | 1:40.07 | AUT  | Thomas Geierspichler | JPN  | Hirokazu Ueyonabaru | JPN  | Toshihiro Takada |
| T54    | 1:23.17 | AUS  | Kurt Fearnley        | JPN  | Hiroki Sasahara     | RSA  | Ernst van Dyk    |

### Vijfkamp
| Klasse | Punten | land | Goud               | land | Zilver          | land | Brons          |
| ------ | ------ | ---- | ------------------ | ---- | --------------- | ---- | -------------- |
| P12    | 3403   | RSA  | Hilton Langenhoven | GER  | Thomas Ulbricht | TUN  | Mahmoud Khaldi |
| P44    | 4662   | USA  | Jeremy Campbell    | USA  | Jeff Skiba      | SUI  | Urs Kolly      |

### Kogelstoten
| Klasse    | Afstand | Punten | land | Goud                  | land | Zilver                  | land | Brons              |
| --------- | ------- | ------ | ---- | --------------------- | ---- | ----------------------- | ---- | ------------------ |
| F11/12    | 14.50   | 1050   | ESP  | David Casinos         | RUS  | Vladimir Andryushchenko | UKR  | Vasyl Lishchynskyi |
| F32       | 10.65   |        | ALG  | Karim Betina          | TUN  | Mourad Idoudi           | ALG  | Mounir Bakiri      |
| F33/34/52 | 11.54   | 1109   | ALG  | Kamel Kardjena        | LAT  | Aigars Apinis           | CAN  | Kyle Pettey        |
| F35/36    | 16.22   | 1122   | CHN  | Wei Guo               | LAT  | Edgars Bergs            | POL  | Pawel Piotrowski   |
| F37/38    | 16.60   | 1104   | CHN  | Dong Xia              | POL  | Tomasz Blatkiewicz      | GER  | Thomas Loosch      |
| F40       | 11.75   |        | GRE  | Paschalis Stathelakos | GER  | Mathias Mester          | ALG  | Hocine Gherzouli   |
| F42       | 14.43   |        | CRO  | Darko Kralj           | RUS  | Maxim Narozhnyy         | RSA  | Fanie Lombard      |
| F44       | 17.89   | 1117   | DEN  | Jackie Christiansen   | AUS  | Paul Raison             | CUB  | Gerdan Fonseca     |
| F53/54    | 8.72    | 1073   | MEX  | Mauro Maximo          | FIN  | Markku Niinimaki        | GRE  | Che Jon Fernandes  |
| F55/56    | 13.49   | 1162   | AZE  | Olokhan Musayev       | POL  | Krzysztof Smorszczewski | CZE  | Martin Nemec       |
| F57/58    | 16.03   | 1072   | RUS  | Alexey Ashapatov      | JOR  | Jamil Elshebli          | GRE  | Anastasios Tsiou   |

### Hink-stap-springen
| Klasse | Afstand | land | Goud              | land | Zilver           | land | Brons           |
| ------ | ------- | ---- | ----------------- | ---- | ---------------- | ---- | --------------- |
| F11    | 13.71   | CHN  | Duan Li           | AZE  | Zeynidin Bilalov | ESP  | Javier Porras   |
| F12    | 15.37   | KSA  | Osamah Alshanqiti | UKR  | Ivan Kytsenko    | AZE  | Vladimir Zayets |

## Vrouwen

### Estafette
| \| Rank \| Land \| Tijd \| \| ---- \| ---------------- \| ------- \| \| 1 \| China \| 57.61 \| \| 2 \| Australië \| 1:01.91 \| \| 3 \| Verenigde Staten \| 1:02.16 \| |                  |         |
| Rank | Land             | Tijd    |
| 1 | China            | 57.61   |
| 2 | Australië        | 1:01.91 |
| 3 | Verenigde Staten | 1:02.16 |

### Hardlopen

#### 100 m
| Klasse | tijd  | land | Goud               | land | Zilver                | land | Brons               |
| ------ | ----- | ---- | ------------------ | ---- | --------------------- | ---- | ------------------- |
| T11    | 12.31 | CHN  | Chunmiao Wu        | BRA  | Terezinha Guilhermina | BRA  | Adria Santos        |
| T12    | 12.38 | UKR  | Oxana Boturchuk    | GBR  | Libby Clegg           | ESP  | Eva Ngui            |
| T13    | 12.28 | MAR  | Sanaa Benhama      | RSA  | Ilse Hayes            | GRE  | Alexandra Dimoglou  |
| T36    | 13.82 | CHN  | Fang Wang          | GER  | Claudia Nicoleitzik   | GBR  | Hazel Simpson       |
| T37    | 14.14 | AUS  | Lisa McIntosh      | UKR  | Viktoriya Kravchenko  | GER  | Maria Seifert       |
| T38    | 13.43 | UKR  | Inna Dyachenko     | TUN  | Sonia Mansour         | RUS  | Margarita Koptilova |
| T42    | 16.32 | MEX  | Perla Bustamante   | NED  | Annette Roozen        | AUS  | Christine Wolf      |
| T44    | 13.72 | USA  | April Holmes       | FRA  | Marie-Amelie le Fur   | CHN  | Juan Wang           |
| T46    | 12.60 | POL  | Alicja Fiodorow    | AUS  | Julie Smith           | RUS  | Nikol Rodomakina    |
| T52    | 19.97 | CAN  | Michelle Stilwell  | JPN  | Tomomi Yamaki         | JPN  | Teruyo Tanaka       |
| T53    | 16.22 | CHN  | Lisha Huang        | USA  | Jessica Galli         | CAN  | Ilana Duff          |
| T54    | 16.15 | CAN  | Chantal Petitclerc | CHN  | Wenjun Liu            | CHN  | Hongjiao Dong       |

#### 200 m
| Klasse | tijd  | land | Goud                  | land | Zilver               | land | Brons               |
| ------ | ----- | ---- | --------------------- | ---- | -------------------- | ---- | ------------------- |
| T11    | 25.14 | BRA  | Terezinha Guilhermina | CHN  | Chunmiao Wu          | BRA  | Adria Santos        |
| T12    | 24.84 | FRA  | Assia El Hannouni     | UKR  | Oxana Boturchuk      | ESP  | Eva Ngui            |
| T13    | 24.89 | MAR  | Sanaa Benhama         | FRA  | Nantenin Keita       | GRE  | Alexandra Dimoglou  |
| T36    | 29.57 | CHN  | Fang Wang             | GER  | Claudia Nicoleitzik  | GBR  | Hazel Simpson       |
| T37    | 29.28 | AUS  | Lisa McIntosh         | UKR  | Viktoriya Kravchenko | GER  | Maria Seifert       |
| T38    | 27.81 | UKR  | Inna Dyachenko        | TUN  | Sonia Mansour        | RUS  | Margarita Koptilova |
| T44    | 28.02 | GER  | Katrin Green          | NZL  | Kate Horan           | CAN  | Stefanie Reid       |
| T46    | 24.72 | CUB  | Yunidis Castillo      | POL  | Alicja Fiodorow      | AUS  | Julie Smith         |
| T52    | 36.18 | CAN  | Michelle Stilwell     | JPN  | Tomomi Yamaki        | SUI  | Pia Schmid          |
| T53    | 29.17 | CHN  | Lisha Huang           | USA  | Jessica Galli        | CHN  | Hongzhuan Zhou      |
| T54    | 27.52 | CAN  | Chantal Petitclerc    | USA  | Tatyana McFadden     | SUI  | Manuela Schar       |

#### 400 m
| Klasse | tijd  | land | Goud               | land | Zilver             | land | Brons                 |
| ------ | ----- | ---- | ------------------ | ---- | ------------------ | ---- | --------------------- |
| T12    | 55.06 | FRA  | Assia El Hannouni  | UKR  | Oxana Boturchuk    | BRA  | Terezinha Guilhermina |
| T13    | 55.56 | MAR  | Sanaa Benhama      | GRE  | Alexandra Dimoglou | FRA  | Nantenin Keita        |
| T53    | 54.88 | USA  | Jessica Galli      | CHN  | Hongzhuan Zhou     | USA  | Anjali Forber Pratt   |
| T54    | 52.02 | CAN  | Chantal Petitclerc | USA  | Tatyana McFadden   | CAN  | Diane Roy             |

#### 800 m
| Klasse | tijd    | land | Goud               | land | Zilver            | land | Brons          |
| ------ | ------- | ---- | ------------------ | ---- | ----------------- | ---- | -------------- |
| T12-13 | 2:03.21 | TUN  | Somaya Bousaid     | FRA  | Assia El Hannouni | RUS  | Elena Pautova  |
| T53    | 1:57.25 | CHN  | Hongzhuan Zhou     | USA  | Jessica Galli     | USA  | Amanda McGrory |
| T54    | 1:45.19 | CAN  | Chantal Petitclerc | USA  | Tatyana McFadden  | CAN  | Diane Roy      |

#### 1500 m
| Klasse | tijd    | land | Goud               | land | Zilver            | land | Brons          |
| ------ | ------- | ---- | ------------------ | ---- | ----------------- | ---- | -------------- |
| T13    | 4:14.00 | TUN  | Somaya Bousaid     | FRA  | Assia El Hannouni | RUS  | Elena Pautova  |
| T54    | 3:39.88 | CAN  | Chantal Petitclerc | GBR  | Shelly Woods      | SUI  | Edith Hunkeler |

#### 5000 m
| Klasse | tijd     | land | Goud           | land | Zilver    | land | Brons        |
| ------ | -------- | ---- | -------------- | ---- | --------- | ---- | ------------ |
| T54    | 12:29.07 | USA  | Amanda McGrory | CAN  | Diane Roy | GBR  | Shelly Woods |

### Discus Werpen
| Klasse       | Afstand | Punten | land | Goud                    | land | Zilver           | land | Brons            |
| ------------ | ------- | ------ | ---- | ----------------------- | ---- | ---------------- | ---- | ---------------- |
| F12/13       | 41.29   | 970    | BLR  | Tamara Sivakova         | CHN  | Liangmin Zhang   | ARG  | Elizabeth Almada |
| F32-34/51-53 | 17.05   | 1129   | UKR  | Tetyana Yakybchuk       | GER  | Frances Herrmann | TUN  | Yousra Ben Jemaa |
| F35/36       | 25.80   | 1199   | CHN  | Qing Wu                 | AUS  | Kath Proudfoot   | UKR  | Alla Malchyk     |
| F37/38       | 33.67   | 1146   | CHN  | Na Mi                   | AUS  | Amanda Fraser    | CHN  | Chunhua Li       |
| F40          | 28.04   |        | CHN  | Jimisu Menggen          | TUN  | Raoua Tlili      | MAR  | Najat El Garaa   |
| F42-46       | 36.99   | 1216   | CHN  | Jun Wang                | CHN  | Yue Yang         | CHN  | Baozhu Zheng     |
| F54-56       | 27.80   | 1060   | GER  | Marianne Buggenhagen    | CHN  | Ting Wang        | CZE  | Jana Fesslova    |
| F57/58       | 35.21   | 1120   | NGR  | Eucharia Njideka Iyiazi | BUL  | Stela Eneva      | ALG  | Nadia Medjemedj  |

### Speerwerpen
| Klasse       | Afstand | Punten | land | Goud                   | land | Zilver                | land | Brons            |
| ------------ | ------- | ------ | ---- | ---------------------- | ---- | --------------------- | ---- | ---------------- |
| F33/34/52/53 | 12.82   | 1425   | CRO  | Antonia Balek          | ALG  | Louadjeda Benoumessad | GER  | Birgit Pohl      |
| F35-38       | 28.84   | 1662   | CHN  | Qing Wu                | BRA  | Shirlene Coelho       | POL  | Renata Chilewska |
| F42-46       | 40.51   | 1106   | CHN  | Juan Yao               | GER  | Andrea Hegen          | AUS  | Madeleine Hogan  |
| F54-56       | 23.99   | 1204   | GER  | Martina Monika Willing | TUN  | Hania Aidi            | BUL  | Daniela Todorova |
| F57/58       | 22.71   | 1140   | CHN  | Suping Qing            | KEN  | Nakhumicha Zakayo     | MEX  | Jeny Velazco     |

### Verspringen
| Klasse | Afstand | Punten | land | Goud             | land | Zilver              | land | Brons             |
| ------ | ------- | ------ | ---- | ---------------- | ---- | ------------------- | ---- | ----------------- |
| F12    | 6.28    | 1137   | UKR  | Oksana Zubkovska | BLR  | Volha Zinkevich     | CHN  | Miaomiao Liu      |
| F13    | 5.68    |        | RSA  | Ilse Hayes       | GRE  | Anthi Karagianni    | UKR  | Svitlana Gorbenko |
| F42    | 3.73    |        | AUS  | Christine Wolf   | NED  | Annette Roozen      | POL  | Ewa Zielinska     |
| F44    | 4.82    | 966    | AUT  | Andrea Scherney  | FRA  | Marie-Amelie le Fur | GER  | Astrid Hofte      |

### Marathon
| Klasse | tijd    | land | Goud           | land | Zilver         | land | Brons       |
| ------ | ------- | ---- | -------------- | ---- | -------------- | ---- | ----------- |
| T54    | 1:39:59 | SUI  | Edith Hunkeler | USA  | Amanda McGrory | SUI  | Sandra Graf |

### Kogelstoten
| Klasse       | Afstand | Punten | land | Goud                    | land | Zilver                 | land | Brons                |
| ------------ | ------- | ------ | ---- | ----------------------- | ---- | ---------------------- | ---- | -------------------- |
| F12/13       | 12.69   | 1017   | CHN  | Hongxia Tang            | BLR  | Tamara Sivakova        | AUS  | Jodi Willis-Roberts  |
| F32-34/52/53 | 5.69    | 1240   | CRO  | Antonia Balek           | GER  | Birgit Pohl            | GRE  | Maria Stamatoula     |
| F35/36       | 9.33    | 1048   | UKR  | Alla Malchyk            | CHN  | Qing Wu                | POL  | Renata Chilewska     |
| F37/38       | 11.58   | 1129   | CHN  | Na Mi                   | LTU  | Aldona Grigaliuniene   | CZE  | Eva Berna            |
| F40          | 8.95    |        | TUN  | Raoua Tlili             | CHN  | Jimisu Menggen         | MAR  | Laila El Garaa       |
| F42-46       | 10.06   | 1078   | CHN  | Baozhu Zheng            | CHN  | Yongyuan Zhong         | GER  | Michaela Floeth      |
| F54-56       | 6.73    | 1084   | CZE  | Eva Kacanu              | GER  | Martina Monika Willing | GER  | Marianne Buggenhagen |
| F57/58       | 10.96   | 1128   | NGR  | Eucharia Njideka Iyiazi | MEX  | Angeles Ortiz          | ALG  | Nadia Medjemedj      |

## Uitslagen Belgische deelnemers
| Plaats | Discipline              | Categorie | Naam                   | Afstand | Tijd     | Punten |
| ------ | ----------------------- | --------- | ---------------------- | ------- | -------- | ------ |
| 8      | Mannen Vijfkamp         | P12       | Kurt Van Raefelghem    |         |          | 2997   |
| 5      | Mannen Discus Werpen    | F42       | Gino De Keersmaeker    | 41.84   |          |        |
| 12     | Mannen Kogelstoten      | F42       | Gino De Keersmaeker    | 11.53   |          |        |
| 12     | Mannen Hardlopen 5000 m | T46       | Frederic van den Heede |         | 15:39.00 |        |
| 7      | Mannen Marathon         | T46       | Frederic van den Heede |         | 2:37.03  |        |

## Uitslagen Nederlandse deelnemers
| Plaats          | Discipline              | Categorie | Naam              | Afstand | Tijd  | Punten |
| --------------- | ----------------------- | --------- | ----------------- | ------- | ----- | ------ |
| 7               | Mannen Kogelstoten      | F35/36    | Willem Noorduin   | 11.27   |       | 903    |
| 7               | Mannen Kogelstoten      | F55/56    | Pieter Gruijters  | 11.33   |       | 976    |
| 4               | Mannen Speerwerpen      | F42/44    | Ronald Hertog     | 51.69   |       | 949    |
| 12              | Mannen Speerwerpen      | F42/44    | Jos van der Donk  | 43.41   |       | 876    |
| Goud            | Mannen Speerwerpen      | F55/56    | Pieter Gruijters  | 42.27   |       | 1159   |
| 7               | Mannen Discus Werpen    | F35/36    | Willem Noorduin   | 32.60   |       | 934    |
| Zilver          | Vrouwen Hardlopen 100 m | T42       | Annette Roozen    |         | 17.13 |        |
| 5               | Vrouwen Hardlopen 100 m | T42       | Marije Smits      |         | 18.27 |        |
| 7               | Vrouwen Hardlopen 100 m | T46       | Marijke Mettes    |         | 13.30 |        |
| 5               | Mannen Hardlopen 100 m  | T54       | Kenny van Weeghel |         | 14.47 |        |
| 5de in de heats | Vrouwen Hardlopen 200 m | T46       | Marijke Mettes    |         | 27.17 |        |
| 4               | Mannen Hardlopen 200 m  | T54       | Kenny van Weeghel |         | 25.28 |        |
| 7               | Mannen Hardlopen 400 m  | T54       | Kenny van Weeghel |         | 48.52 |        |
| Zilver          | Vrouwen Verspringen     | F42       | Annette Roozen    | 3.63    |       |        |
| 6               | Vrouwen Verspringen     | F42       | Marije Smits      | 3.39    |       |        |

Atletiek · Bankdrukken · Basketbal · Blindenvoetbal · Boogschieten · Boccia · CP-voetbal · Goalball · Judo · Paardensport · Roeien · Rugby · Schermen · Schietsport · Tafeltennis · Tennis · Volleybal · Wielersport · Zeilen · Zwemmen
Rome 1960 ·
Tokio 1964 ·
Tel Aviv 1968 ·
Heidelberg 1972 ·
Toronto 1976 ·
Arnhem 1980 ·
New York & Stoke Mandeville 1984 ·
Seoel 1988 ·
Barcelona 1992 ·
Atlanta 1996 ·
Sydney 2000 ·
Athene 2004 ·
Peking 2008 ·
Londen 2012 ·
Rio de Janeiro 2016 ·
Tokio 2020 ·
Parijs 2024 ·
Los Angeles 2028